# Easton (Suffolk)
Pour les articles homonymes, voir Easton.
Easton est un village et une paroisse civile du Suffolk, en Angleterre.